# Skrbenští z Hříště

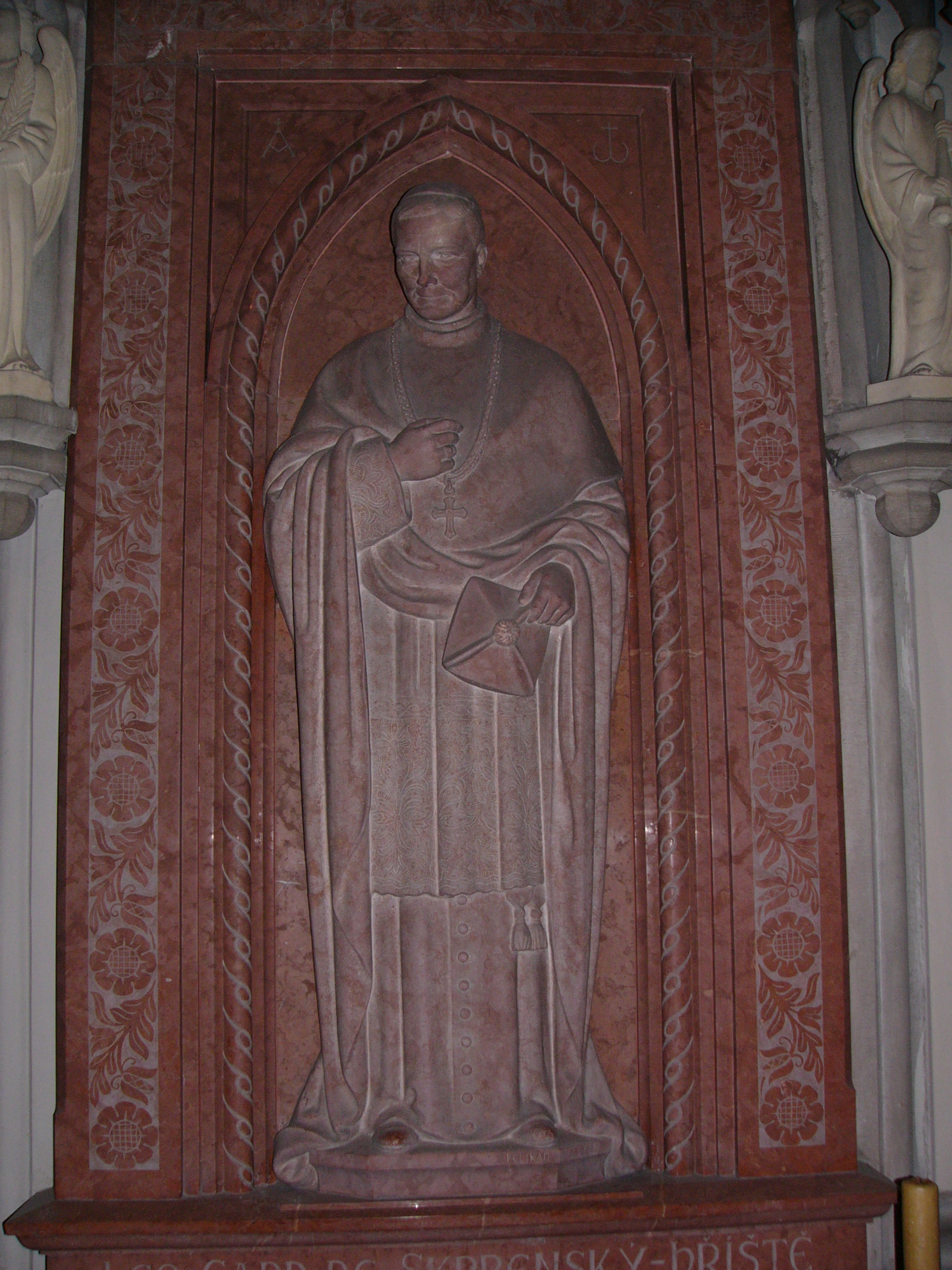
Lev Skrbenský z Hříště – náhrobek v katedrále svatého Václava

Skrbenští z Hříště jsou starý moravský panský rod. V 16. století začali svůj predikát odvozovat podle vsi Skrbeň a přídomek od tvrze Hříště na Olomoucku.

## Historie
V některých pramenech se uvádí jako předek rodu přísedící zemského práva v Olomouci Jaroslav z Hříště. Ovšem přídomek „z Hříště“ převzal až v roce 1532 Jan, který zplodil čtyři syny. Jeden z nich, Jan, ochraňoval Jednotu bratrskou a stal se direktorem za rytířský stav. Po stavovském povstání emigroval. Další dva synové zemřeli bezdětní. Dědice měl pouze poslední syn Jaroslav, kterému patřilo hošťálkovské panství, statky na Těšínsku, dále získal Fulnek a Dřevohostice.
Nejvyšší zemský soudce v těšínském knížectví, Jan mladší Skrbenský z Hříště, povýšil v roce 1658 do panského stavu. Potomci jeho bratra Bernarda se přestěhovali do Slezska. Příslušníci rodu působil většinou jako hejtmané, komoří či soudci na Těšínsku. Karel Leopold padl v bitvě u Kolína v roce 1757.
Ota koncem 18. století založil větev rodu v Dolních Rakousích.
Lev Skrbenský z Hříště (1863–1938) po studiích na benediktinském gymnáziu vystudoval práva v Innsbrucku, poté vystudoval teologii v Římě a Olomouci. Od roku 1899 zastával po sedmnáct let úřad pražského arcibiskupa, od roku 1916–1920 sloužil jako arcibiskup olomoucký. V roce 1901 jej papež jmenoval kardinálem.
Na českém území žili ještě v polovině 20. století, v současnosti pravděpodobně několik členů rodu nadále žije na Maltě.

## Erb
Nejprve nosili jednoduchý stříbrný štít s černým pruhem – heraldický kůl. Po povýšení do panského stavu přidali po obou stranách kůlu zlaté zrcadlo s jedenácti černými pštrosími péry.

## Příbuzenstvo
Spojili se s pány ze Zástřizl, Žerotíny či ze Stillfriedu. Také se svobodnými pány Trachy z Březí.